# Гликозилтрансферазы
Гликозилтрансферазы — ферменты (КФ 2.4), переносящие остатки  моносахаридов от углевода-донора на молекулу-акцептор, чаще всего спирт.
Продуктами реакции могут быть моносахариды, гликозиды, олигосахариды, полисахариды, а также гликопротеиды. Некоторые гликозилтрансферазы могут также переносить остатки неорганического фосфата или воду. Если акцептором является белок, то модификации обычно подвергаются остатки тирозина, серина, треонина или аспарагина. Остатки маннозы иногда могут быть перенесены на остаток триптофана. Трансферазы могут также использовать в качестве акцепторов липиды, в результате чего получаются гликолипиды. Донорами кроме обычных углеводов могут быть также углеводные производные нуклеотидов. Такие гликозилтрансферазы иногда называют ферментами Лелуара в честь лауреата Нобелевской премии  Луиса Лелуара. У млекопитающих гликозилтрансферазы используют девять таких доноров: UDP-глюкозу, UDP-галактозу, UDP-N-ацетилглюкозамин, UDP-N-ацетилгалактозамин, UDP-ксилозу, UDP-глюкуроновую кислоту, GDP-маннозу, GDP-фукозу и CMP-сиаловую кислоту.
По гомологиям в аминокислотной последовательности гликозилтрансферазы делятся на примерно 90 семейств. Во всех выявлены характерные для всех гликозилтрансфераз участки пространственной структуры  одного из трёх возможных типов.

## Классификация по типу катализируемой реакции
В подклассе КФ 2.4 выделяют три основных группы : гексозилтрансферазы (КФ 2.4.1), пентозилтрансферазы (КФ 2.4.2) и сиалилтрансферазы (КФ 2.4.99).
Гексозилтрансферазы переносят остаток гексозы. К ним относятся глюкозилтрансферазы, переносящие  глюкозу (гликогенсинтаза, гликогенфосфорилаза и др.), галактозилтрансферазы, переносящие  галактозу (лактозосинтаза и др.), глюкуронозилтрансферазы, переносящие глюкуроновую кислоту (гиалуронансинтаза и др.), фукозилтрансферазы, переносящие  фукозу, и маннозилтрансферазы, переносящие  маннозу.
Пентозилтрансферазы переносят остаток пентозы. К ним относятся ADP-рибозилтрансферазы, переносящие остаток ADP-рибозы (дифтерийный и холерный токсины, поли-ADP-рибоза-полимеразы), фосфорибозилтрансферазы, переносящие остаток фосфорибозы (гипоксантин-гуанинфосфорибозилтрансфераза, амидофосфорибозилтрансфераза и др.), а также некоторые другие ферменты.
Сиалилтрансферазы переносят остаток сиаловой кислоты. К ним относятся бета-галактозид-альфа-2,6-сиалилтрансфераза и другие ферменты.

## Гликозилтрансферазы, определяющие группу крови
Известная классификация групп крови АВ0 основана на определении гликозилтрансфераз трёх аллельных форм: А, В и 0. Аллель А кодирует фермент, который переносит N-ацетилгалактозамин, аллель В — галактозу, а аллель 0 содержит делецию, делающую фермент неактивным. Поскольку у каждого человека имеются два аллеля этого гена, образуются четыре группы крови: 00 (первая), А0 и АА (вторая), В0 и ВВ (третья) и АВ (четвертая).